# Larry Sawyer
Larry Sawyer, gespeeld door de acteurs Thomas Ian Griffith en Kevin Kilner, is een personage uit de televisieserie One Tree Hill.

## Seizoen 1
Larry was ooit getrouwd met Anna Sawyer. Echter, zij overleed bij een auto-ongeluk toen ze Peyton van school wilde halen. Hij is door zijn werk meestal absent thuis. Echter, wanneer hij merkt dat Peyton eenzaam is, keert hij terug naar huis. Tijdens zijn verblijf in Tree Hill gaat hij kort uit met Karen Roe. Aan het einde van het seizoen moest hij echter opnieuw vertrekken. Hij naam Jenny, Jake Jagielski's dochter, mee om haar te beschermen tegen Nicki.

## Seizoen 3
Afwezig in het tweede seizoen, keert Larry nu terug wanneer Ellie Harp betrokken wil raken in Peytons leven. Al snel blijkt dat Ellie Peytons biologische moeder is die Peyton opgaf door haar drugsverslaving. Larry, die Ellie ziet als een onverantwoordelijke vrouw, probeert Ellie uit Peytons leven te houden. Echter, dit verandert wanneer hij ontdekt dat Ellie borstkanker heeft. Ook neemt hij de dakloze Brooke Davis onder zijn hoede.
Tegenwoordig is Larry opnieuw weg voor zijn werk.